# Guillermo Dupaix
Guillaume Joseph Dupaix connu sous le nom de Guillermo Dupaix, né à Vielsalm (Duché de Luxembourg), aujourd'hui en Belgique le 22 janvier 1746 et mort à Mexico le 8 juin 1817, est un archéologue luxembourgeois, un des premiers antiquaires des civilisations mésoaméricaines.

## Biographie
Né Guillaume Joseph Dupaix dans le duché de Luxembourg qui faisait alors partie du Saint-Empire, il se destine à l'armée dès son plus jeune age et vit en Espagne jusqu'à ce qu'il obtienne en 1790 les faveurs du roi pour se rendre à la vice-royauté de la Nouvelle-Espagne.
Il est l'auteur d'un vaste ouvrage archéologique publié sous le titre Antiquités Mexicaines. Relation des trois expéditions du Capitaine Dupaix ordonnées en 1805, 1806 et 1807, pour la recherche des antiquités du pays notamment celles de Mitla et de Palenque ; accompagnée des dessins de Castañeda, un livre en trois volumes qui parait à Paris en 1834, enrichi d'illustrations de Luciano Castañeda.
On lui doit aussi Expediciones acerca de los monumentos de la Nueva España, 1805 - 1808, qui n'a été édité pour la première fois qu'en 1969 à Madrid.
En 1808, il est acquitté d'une accusation de déloyauté envers le roi d'Espagne.